# خانه و آتلیه فرانک لوید رایت
خانه و آتلیه فرانک لوید رایت (انگلیسی: Frank Lloyd Wright Home and Studio) خانه‌ای تاریخی اثر فرانک لوید رایت، معمار اهل ایالات متحده آمریکا است. تراست حفاظت فرانک لوید رایت، این خانه را به گونه‌ای مرمت کرده که به ظاهر در ۱۹۰۹ میلادی، آخرین سالی که فرانک لوید رایت در کنار خانواده‌اش در آن جا زندگی می‌کرد، مرمت کرده‌است. رایت این خانه را در سال ۱۸۸۹، با وام ۵۰۰۰ دلاری که از صاحب‌کارش، لوئی سالیوان گرفته بود، خریداری کرد و ساخت. او در آن زمان ۲۲ سال داشت و به تازگی با کاترین تابین، ازدواج کرده‌بود. آن دو شش فرزند در این خانه بزرگ کردند. خانه در سال ۱۹۷۹ جزو فهرست آثار ملی قرار گرفت و چهار سال بعد به عنوان ساختمان نشانه‌ای ملی ثبت شد.